# 빌리 캠벨
빌리 캠벨(Billy Campbell, 1959년 7월 7일 ~ )은 미국의 배우이다.

## 출연 작품
- 드라큘라
- 미티어
- 인간 로케티어